# 兄の嫁と暮らしています。
『兄の嫁と暮らしています。』（あにのよめとくらしています）は、くずしろによる日本の漫画。『ヤングガンガン』（スクウェア・エニックス）にて2015年春に全3話の短期連載後、同年24号より2025年3号まで連載。同作者の作品『笑顔のたえない職場です。』の第9話には本作のキャラクターである志乃と希がゲスト出演している。
2017年、「第3回次にくるマンガ大賞」で15位にランクインした。

## あらすじ
岸辺志乃は幼いころに両親を交通事故で亡くし、兄の岸辺大志とともにふたりで暮らしていた。やがてその兄が結婚し、義姉となった岸辺希との3人での生活が始まる。ところが志乃が17歳のとき、兄の大志も風邪をこじらせ亡くなってしまう。希は志乃の生活の面倒を見るためにも、岸辺家に残ることを選び、希と志乃、血の繋がっていない姉妹での二人暮らしが始まる。それから半年後に物語は始まる。
ふたりの関係は一見とても良好だったが、もともと大志という存在がいたからこその関係でもあったため、ふたりで生活しているとどうしても大志のことが頭をよぎってお互いの傷をなめあうような状態にもなっている。大志の死から時間も経っていないこともあり、彼の死によってできた心の空洞は埋まらない。また、希に遠慮して彼女に迷惑をかけないようにしようとする志乃だったが、逆に希はその事が不満で、もっと志乃に頼って欲しいと考えていた。独りだったら押しつぶされてしまったかもしれない悲しみの中、希と志乃は互いに依存しながら、二人で悲しみを抱えながら生きていく。
そんなふたり、また彼女たちの家庭事情を知る人々との関係が描かれる。

## 登場人物
岸辺 志乃（きしべ しの）
本作の主人公。17歳の女子高校生。幼いころに交通事故で両親を亡くし、唯一の肉親である兄・岸辺大志と2人で暮らしていたが、兄も半年前に亡くした。現在は兄の嫁、すなわち義姉の岸辺希に引き取られ、生活をともにしている。希に対しては、血の繋がりのない自分を養ってもらっていることに負い目を感じている。そのため、迷惑をかけないようにと、常日頃から気を遣って生活している。 一方で、希のことを心から慕っており、まだ将来のある希といつか別れる日がくるのではないか、と不安を感じることもある。もともと勉強が苦手で、学校では提出物を出さない傾向にあった。だが、目時の「勉強は、自分の進路の幅を広げるため、将来やりたいことができたときに諦めたり苦労しないために行う」という主旨の言葉や、みなとの怪我をきっかけに、それまでまったくやる気のなかった勉強に対する姿勢が、少し改善の兆しを見せるようになる。 写真を撮られることが苦手。
岸辺 希（きしべ のぞみ）
本作のもう一人の主人公。小学校の教師を務める24歳の女性。岸辺大志の妻。夫を亡くして以降、義妹の岸辺志乃と2人で暮らしている。志乃との生活からは、亡き夫・大志を感じられることがあり、嬉しく思っている。志乃をとてもかわいがっており、義姉として、志乃に心配をかけないように明るく接するように努めている。また、志乃の保護者としての責任も果たそうと、日々努力している。 志乃が自分を頼ってくれないことを気にしており、自分が頼りないからだ、と自責の念にかられている。ほんわかした天然ボケ系に見える美女だが、実はしっかり者の優等生タイプで料理も上手。また負けず嫌いで、何に関しても、やると決めたことは徹底してやらないと気が済まない。生前の大志からは「のんちゃん」と呼ばれており、それを知った志乃が、時々この呼び方を使うことがある。 旧姓は「小西」。
岸辺 大志（きしべ たいし）
作品開始時点で故人。岸辺志乃の兄で、岸辺希の夫。子供のころに交通事故で両親を亡くして以来、妹の志乃と2人で暮らしてきた。その後、学生時代から付き合っていた希と結婚したが、半年前、風邪が悪化して帰らぬ人となった。志乃との兄妹仲は非常に良く、日常の出来事は何でも報告しあう仲だった。そのため、特に結婚前、交際中だった希とのことは、志乃にほとんど筒抜け状態。また、記念日が好きで、些細なことを何でも記念日にしては手帳に記していた。 律子とは幼なじみの腐れ縁で、高校時代には、「一生のお願い」を使って律子に希との仲を取り持ってもらった。
序盤では回想などでもほとんど顔は描かれていなかったが、物語が進むにつれて、回想シーンで顔がよく描かれるようになっている。
大佐（たいさ）
志乃が希とふたりの生活を送るようになってから拾ってきた捨て猫で、そのまま岸辺家で飼われるようになる。名前の由来は、家にゴキブリが現れて志乃と希が狼狽しているとき、そのゴキブリを捕獲して「ウチで一番階級上だから」ということで命名された。
樋浦 翔太郎（ひうらしょうたろう）
岸辺志乃のクラスメイトの男子高校生。志乃とは幼なじみでもあり、岸辺大志も含めてよく一緒に遊んだ仲。志乃の家にはゲーム機がなく、昔からゲーム機ごと持ち込んで遊ぶことが通例となっていた。そのため、今でもおすすめのゲームソフトを志乃に貸す時は、ゲーム機本体もセットで持ってくる。ゲームが大好きで、暇さえあればスマホのゲームアプリで課金ガチャをしている。 それをとがめられないように勉強も努力しており、意外と成績も悪くない。猫アレルギー持ち。
樋浦 律子（ひうらりつこ）
翔太郎の姉。年齢は24歳。アメリカ在住だったが、家族にも何の連絡もなしに仕事を辞めて突然帰国した。岸辺大志とは幼なじみで、岸辺希とは高校時代3年間同じクラスだった親友。高校時代、希と大志の恋愛を実らせた立役者だった。色黒で男勝りで、思ったことは遠慮なく口に出す、図々しくにぎやかな性格。弟と同じくゲーム好き。
みなと
岸辺志乃のクラスメイトの女子高校生。志乃とは幼なじみであり、親友。校内ではいつも志乃と翔太郎の3人で行動をともにしている。一人っ子で、良くも悪くも周囲に気を遣わないところが魅力。能天気に見えて、意外と観察眼は鋭い。特に志乃の変化は目ざとく感じ取り、志乃には分からないようにフォローすることに徹している。バレーボールが得意で、中学時代は県選抜に選ばれたほどの実力の持ち主。
目時（めとき）
岸辺志乃の高校の男性教師。担当は地理。志乃のクラスの教科担当を務めている。過去に3年間、志乃の兄、岸辺大志の担任を務めたことがあり、兄を亡くした志乃のことを心から心配し、親身になっている。同時に高校時代の岸辺希のこともよく知っており、希と志乃との暮らしについても気にかけている。勉強しなければならない理由は、「自分の進路の幅を広げるためであり、将来やりたいことができた時に諦めたり苦労しないようにするため」というのが持論で、ただ進学するためだけにするものではないと考えている。
諸星（もろぼし）
岸辺希が勤める小学校の先輩女性教師。希が何か失敗して落ち込んでいると、何かにつけて酒の席に誘おうとする。明るくノリも軽いが、実際は夫を亡くした希を心配しており、また希が義妹、岸辺志乃に対して潔癖であろうとしすぎることに危機感を抱いている。時には6年目の先輩教師として、希に的確なアドバイスをしたり、良くないところを指摘することもある。
藤（ふじ）
岸辺希が勤める小学校の先輩男性教師。日々忙しく、悩みの尽きない希を心から心配している。希には密かな想いを寄せているものの、何のアクションも起こしていない。希を酒に誘うこともできず、結局いつも諸星の酒に付き合う形になっている。
小泉（こいずみ）
岸辺志乃が通う高校のバレーボール部で、マネージャーを務める女子。志乃やみなとの後輩にあたる。もともとバレーボールの素質があったが、両親の離婚に伴い、妹、小泉梨奈や弟の面倒を見なければならなくなったため、部では選手ではなくマネージャーを務めることになった。両親の離婚のせいで、自分だけが我慢を強いられていると感じており、精神的にひっ迫している。 そのため、妹に辛くあたることも少なくない。のほほんと幸せそうで適当に見える志乃を嫌っている。
小泉 梨奈（こいずみ りな）
小泉の小学生の妹。岸辺希が担任を務めるクラスの教え子。帰宅途中、自宅の鍵を失くしたことに気付いて探していたところ、岸辺志乃に偶然会って一緒に探すことになる。母親や姉に迷惑をかけたくないと、いつも家族に気を遣っており、学校で熱を出した際にも、母親に迷惑がかかるからと早退を嫌がった。
明子（あきこ）
岸辺志乃と同じ高校に通う女子。志乃をアルバイトに誘った。志乃の後ろにはいつも翔太郎とみなとが一緒にいるため、それを「ガーディアン」と呼び、強そうな2人を従えていると、友達と話している。
みさこ
みなとの母親。岸辺志乃を幼いころから知っており、かわいがりつつ気にもかけている。志乃が兄、岸辺大志を亡くした時には、我が家に養子に迎えようとまでしたという逸話もあるほど。志乃の両親の葬儀の際には、岸辺兄妹の押し付け合いを始めた親戚たちを、自分が面倒を見るからと一喝し、帰らせたことがある。
小西 寿
岸辺希の父親。アロハシャツにサングラス姿というラフな出で立ちの、ノリの軽い中年男性。希と岸辺志乃の二人暮らしを心配しており、特に志乃と暮らすことに関し、母親と喧嘩したままになっている希のことが気になっている。そのため、希に内緒で様子を見に来たり、志乃と連絡を取り合ったりしている。
お母さん（おかあさん）
岸辺希の母親。希とは、岸辺志乃と一緒に暮らすことに関して意見が合わず、喧嘩別れしたままとなっている。ただ、これは心配性な性格によるものであり、志乃との関係を拒絶しているわけではない。昔から希の相談ごとに対し、言葉がきつくなりがちなため喧嘩になることが多く、互いに頑固なので長期戦になりやすい傾向にある。
児玉（こだま）
岸辺志乃がアルバイトをしているレンタルショップの店長を務める中年男性。志乃の採用面接時、履歴書の保護者欄にある名前が、志乃とは違う苗字だった事で家庭環境について心配しつつも、余計な詮索はすべきではないと気遣いを見せるなど、気さくで人のいい好人物。
橘 ひとみ（たちばな ひとみ）
岸辺志乃がアルバイトをしているレンタルショップで働く女子学生。美容師を目指して、専門学校に通っている。派手な容姿から、店長の児玉からは「ギャル」と呼ばれる事もある。いつも明るく気さくな性格で、いっしょに働く事になった志乃ともすぐに打ち解け、後輩としてかわいがっている。
立花 健吾（たちばな けんご）
岸辺志乃がアルバイトをしているレンタルショップで働く男性。マイペースで口数が少ないが、女の子には優しい。忘れっぽい。いつも大きめのバイクに乗っている。志乃が客として店を訪れた時、彼女が使ったメンバーズカードの名義が岸辺大志である事に気づき、志乃との関係性に思いを馳せる。
実家がお弁当屋で昔大志がそこでバイトをしていたことがあり大志と知り合い。
三輪（みわ）
岸辺志乃がアルバイトをしているレンタルショップで働くショートヘアの女性。表情があまり変わらないため、店長の児玉からは、「鉄仮面」と呼ばれる事もある。劇団員の彼氏を養っており、橘ひとみからはそんな彼氏の事を「ヒモ」と言われている。

## 書誌情報
- くずしろ『兄の嫁と暮らしています。』スクウェア・エニックス〈ヤングガンガンコミックス〉、全16巻
  1. 2016年7月25日発売[6][7]、ISBN 978-4-7575-5061-2
  2. 2017年2月25日発売[8][9]、ISBN 978-4-7575-7013-9
  3. 2017年7月25日発売[10]、ISBN 978-4-7575-5422-1
  4. 2018年2月24日発売[11]、ISBN 9784-7-5755-636-2
  5. 2018年10月25日発売[12]、ISBN 978-4-7575-5894-6
  6. 2019年6月25日発売[13]、ISBN 978-4-7575-6172-4
  7. 2019年12月25日発売[14]、ISBN 978-4-7575-6446-6
  8. 2020年8月25日発売[15]、ISBN 978-4-7575-6767-2
  9. 2020年12月24日発売[16]、ISBN 978-4-7575-7012-2
  10. 2021年7月26日発売[17]、ISBN 978-4-7575-7386-4
  11. 2021年12月25日発売[18]、ISBN 978-4-7575-7641-4
  12. 2022年7月25日発売[19]、ISBN 978-4-7575-8039-8
  13. 2023年2月25日発売[20]、ISBN 978-4-7575-8417-4
  14. 2023年9月25日発売[21]、ISBN 978-4-7575-8807-3
  15. 2024年6月25日発売[22]、ISBN 978-4-7575-9270-4
  16. 2025年3月25日発売[23]、ISBN 978-4-7575-9765-5